# Secretari de Defensa dels Estats Units
El Secretari de Defensa dels Estats Units és el director del Departament de Defensa dels Estats Units. És elegit pel President dels Estats Units amb el vistiplau del Senat, i és membre del gabinet del president. El secretari ha de ser civil i no haver servit en les forces armades durant els últims deu anys. El secretari de Defensa és el sisè en la línia successòria de la presidència.

## Llista dels secretaris de defensa
| Imatge                 | Nom                             | Data                                            | Presidència de                  |
| ---------------------- | ------------------------------- | ----------------------------------------------- | ------------------------------- |
| James Forrestal        | James Forrestal                 | 17 de setembre de 1947 - 28 de març de 1949     | Harry Truman                    |
| Louis A. Johnson       | Louis A. Johnson                | 28 de març de 1949 - 19 de setembre de 1950     | Harry Truman                    |
| George C. Marshall     | George Marshall                 | 21 de setembre de 1950 - 12 de setembre de 1951 | Harry Truman                    |
| Robert A. Lovett       | Robert A. Lovett                | 17 de setembre de 1951 - 20 de gener de 1953    | Harry Truman                    |
| Charles E. Wilson      | Charles E. Wilson               | 28 de gener de 1953 - 8 d'octubre de 1957       | Dwight D. Eisenhower            |
| Neil H. McElroy        | Neil H. McElroy                 | 8 d'octubre de 1957 - 1 de desembre de 1959     | Dwight D. Eisenhower            |
| Thomas S. Gates        | Thomas S. Gates                 | 2 de desembre de 1959 - 20 de gener de 1961     | Dwight D. Eisenhower            |
| Robert McNamara        | Robert McNamara                 | 21 de gener de 1961 - 29 de febrer de 1968      | John F. Kennedy, Lyndon Johnson |
| Clark M. Clifford      | Clark Clifford                  | 1 de març de 1968- 20 de gener de 1969          | Lyndon Johnson                  |
| Melvin R. Laird        | Melvin Laird                    | 22 de gener de 1969 - 29 de gener de 1973       | Richard Nixon                   |
| Elliot L. Richardson   | Elliot L. Richardson            | 30 de gener de 1973 - 4 de maig de 1973         | Richard Nixon                   |
| Schlesinger            | James R. Schlesinger            | 2 de juliol de 1973 - 19 de novembre de 1975    | Richard Nixon, Gerald Ford      |
| Rumsfeld               | Donald Rumsfeld (1r cop)        | 20 de novembre de 1975 - 20 de gener de 1977    | Gerald Ford                     |
| Harold Brown           | Harold Brown                    | 21 de gener de 1977 - 20 de gener de 1981       | Jimmy Carter                    |
| Caspar W. Weinberger   | Caspar W. Weinberger            | 21 de gener de 1981 - 23 de novembre de 1987    | Ronald Reagan                   |
| Carlucci               | Frank C. Carlucci               | 23 de novembre de 1987 - 20 de gener de 1989    | Ronald Reagan                   |
| William Howard Taft IV | William Howard Taft IV (interí) | 20 de gener de 1989 - 21 de març de 1989        | George H. W. Bush               |
| Cheney                 | Dick Cheney                     | 21 de març de 1989 - 20 de gener de 1993        | George H. W. Bush               |
| Les Aspin              | Les Aspin                       | 21 de gener de 1993 - 3 de febrer de 1994       | Bill Clinton                    |
| William J. Perry       | William J. Perry                | 3 de febrer de 1994 - 23 de gener de 1997       | Bill Clinton                    |
| William S. Cohen       | William S. Cohen                | 24 de gener de 1997 - 20 de gener de 2001       | Bill Clinton                    |
| Rumsfeld               | Donald Rumsfeld (2n cop)        | 20 de gener de 2001 - 18 de desembre de 2006    | George W. Bush                  |
| Gates                  | Robert Gates                    | 18 de desembre de 2006 - 1 de juliol de 2011    | George W. Bush Barack Obama     |
| Panetta                | Leon Panetta                    | 1 de juliol de 2011 - 27 de febrer de 2013      | Barack Obama                    |
| Hagel                  | Chuck Hagel                     | 27 de febrer de 2013 - 17 de febrer de 2015     | Barack Obama                    |
| Carter                 | Ashton Carter                   | 17 de febrer de 2015 - 20 de gener de 2017      | Barack Obama                    |
| Mattis                 | James Mattis                    | 20 de gener de 2017 - 31 de desembre de 2018    | Donald Trump                    |
| Shanahan               | Patrick M. Shanahan             | 1 de gener de 2019 – 23 de juny de 2019         | Donald Trump                    |
| Esper                  | Mark Esper                      | 24 de juny de 2019 – 15 de juliol de 2019       | Donald Trump                    |
| Spencer                | Richard V. Spencer              | 15 de juliol de 2019 – 23 de juliol de 2019     | Donald Trump                    |
| Esper                  | Mark Esper                      | 23 de juliol de 2019 – 9 de novembre de 2019    | Donald Trump                    |
| Austin                 | Lloyd Austin                    | 22 de gener de 2021 - actualitat                | Joe Biden                       |